# Le Flingueur (film, 1972)
Pour les articles homonymes, voir Le Flingueur et The Mechanic.
Pour plus de détails, voir Fiche technique et Distribution.
Le Flingueur (The Mechanic) est un film américain réalisé par Michael Winner et sorti en 1972.
Il connaît un remake du même nom sorti en 2011, lui même suivi de Mechanic: Resurrection en 2016.

## Synopsis
Arthur Bishop est un tueur à gages méticuleux, attachant un soin particulier à préparer chacun de ses « contrats ». Lorsque son organisation lui demande de tuer l'un des leurs, Bishop l'exécute en camouflant son assassinat en une banale crise cardiaque. C'est alors que Steve, le fils de la victime, s'intéresse de près à Bishop et lui demande de le prendre sous son aile afin d'en faire à son tour un tueur.

## Fiche technique
- Titre original : The Mechanic
- Titre français : Le Flingueur
- Réalisation : Michael Winner
- Scénario : Lewis John Carlino
- Musique : Jerry Fielding
- Photographie : Richard H. Kline et Robert Paynter
- Montage : Frederick Wilson et Michael Winner (sous le pseudonyme de Arnold Crust Jr.)
- Production : Robert Chartoff et Irwin Winkler
- Société de production :
- Distribution : United Artists
- Pays de production :  États-Unis
- Genre : action thriller
- Date de sortie :
  - États-Unis : 17 novembre 1972
- Affiche : Jouineau Bourduge (France)

## Distribution
- Charles Bronson (VF : Serge Sauvion) : Arthur Bishop
- Jan-Michael Vincent (VF : Patrick Dewaere) : Steve McKenna
- Keenan Wynn (VF : Jean-Henri Chambois) : Harry McKenna
- Jill Ireland (VF : Nicole Favart) : la prostituée
- Linda Ridgeway (VF : Régine Blaess) : Louise, la copine de Steve
- Frank DeKova (VF : Serge Nadaud) : l'homme
- James Davidson (VF : Claude D'Yd) : l'interne
- Lindsay Crosby (VF : Med Hondo) : le policier
- Steve Cory (VF : Jacques Torrens) : le messager
- Tak Kubota : Yamoto
- Celeste Yarnall : l'amie de Mark
- Patrick O'Moore : le vieil homme
- Armando de Vincenzo (VF : Jean Berger) : le prêtre
- Martin Gordon (VF : Jacques Ciron) : le touriste américain
- Gerald Peters (VF : Bernard Musson) : le majordome du chef de l'organisation
- Kenneth Wolger (VF : Jacques Ebner) : le hippie dans la baignoire
- John Barclay (VF : Georges Hubert) : l'homme scandalisé par l'intrusion des motards

## Commentaires
Le film présente la particularité d'avoir un début quasiment muet, les premiers véritables dialogues n'apparaissant qu'au bout de 15 minutes.
C'est la deuxième des 5 collaborations entre le réalisateur et l'acteur. Charles Bronson insista lui-même pour que Michael Winner réalise Le Flingueur, ayant apprécié sa direction dans leur film précédent, Les Collines de la terreur (1972).
L'acteur Charles Bronson retrouvera deux ans plus tard Michael Winner pour Un justicier dans la ville, où il incarne non plus un tueur professionnel, mais un homme ordinaire se transformant en tueur en série de délinquants pour venger la mort de sa femme et le viol de sa fille.

## Remake
Un remake, également intitulé Le Flingueur, sort en 2011. Réalisé par Simon West, il met en scène Jason Statham dans le rôle principal. Il sera suivi de Mechanic: Resurrection en 2016.